# Naginatajutsu
El naginatajutsu (長刀術 o 薙刀術?) es un arte marcial creado en Japón. En esta disciplina, se domina el manejo de la naginata. Actualmente el naginatajutsu se practica en una versión modernizada, denominada gendai budō, Naginata (なぎなた?).

## Orígenes
Se han elaborado múltiples teorías en lo que respecta a los orígenes de esta arma. Por un lado, se ha sugerido que, al igual que otras armas del kobudō, esta surgió como una modificación de un instrumento de granja. Otra teoría la asocia con la Xaodong, originaria de China, con la que tiene similitud. También se cree que fue creada por un samurái ingenioso que, necesitando un arma de mayor longitud para defenderse de la caballería y ató una espada a un palo.

## Historia
En sus inicios, la Naginata fue empleada principalmente contra de la caballería, ya que su longitud le permite mantener a la persona que la empuña a una distancia segura, tanto a caballo como a pie. 
Durante el período Tokugawa (1603-1868), la Naginata se fue transformando en un símbolo del estatus de la mujer samurái, así como la elección primaria de las mujeres para defender su hogar cuando su esposo estaba en la guerra. 
Después de la Segunda Guerra Mundial, el Naginata desapareció. Sin embargo, logró resurgir en la Posguerra, junto con el Kendo, el Judo y el Iaido.

## Deporte moderno

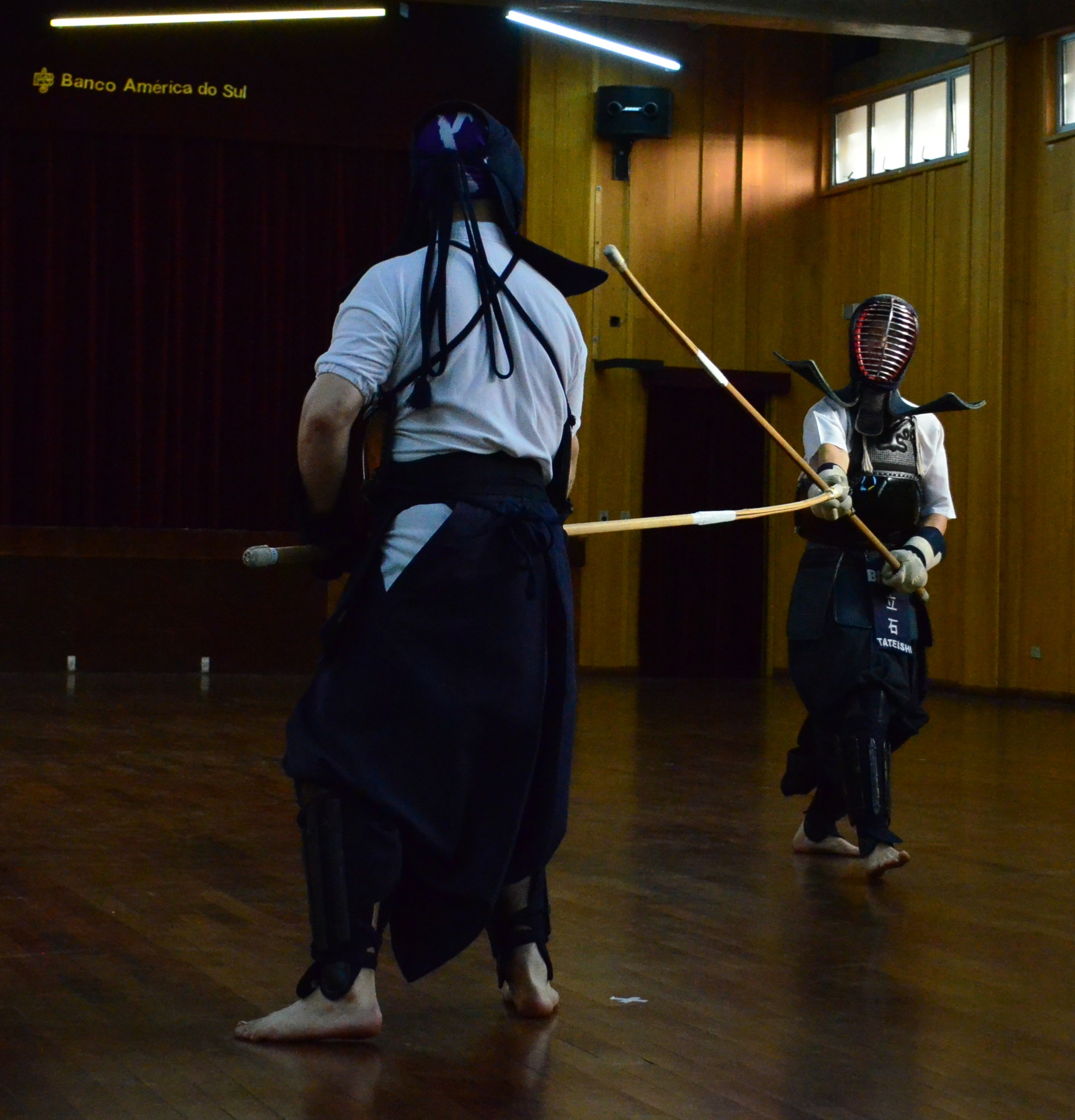
Competición con naginata de bambú.

Actualmente, el naginatajutsu es más practicado en la forma de un deporte llamado Naginata (なぎなた?) . 
Esta disciplina es controlada por la All Japan Naginata Federation (AJN). 
En Japón, este deporte es practicado incluso a nivel colegial. 
Fuera de Japón, la Naginata se practica en Europa, Oceanía, Norteamérica y Latinoamérica.

## Naginatajutsu hoy día

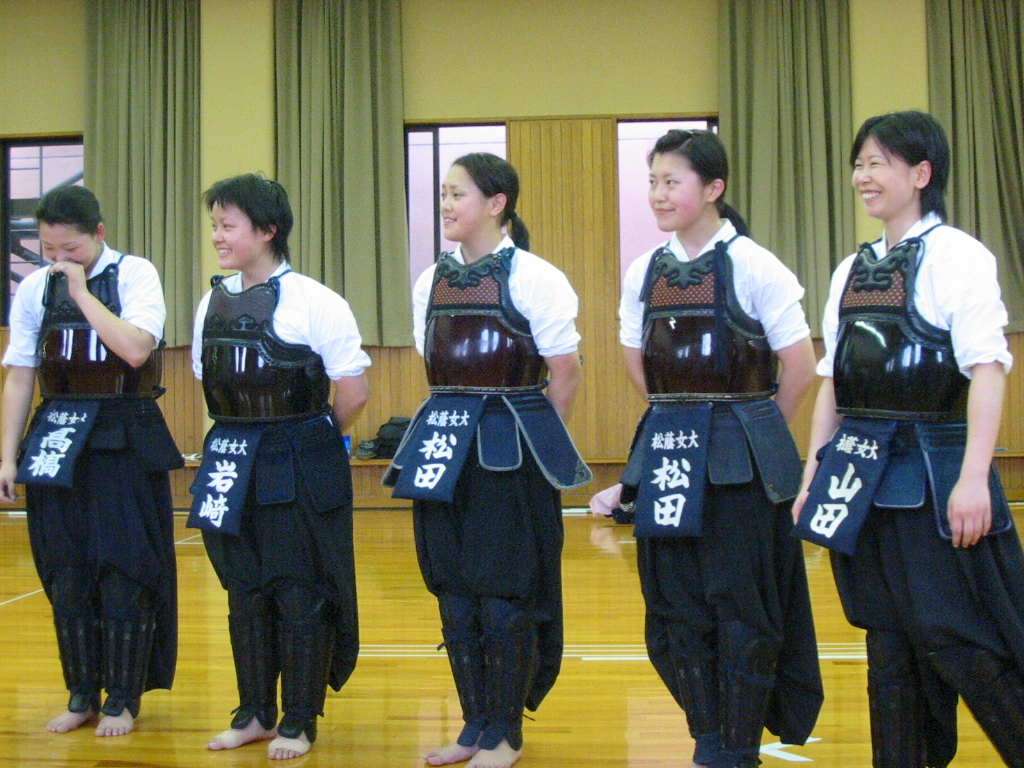
Estudiantes de la Kobe Shoin Women's University con la armadura moderna para la práctica del Naginatajutsu, exceptuando los guanteletes y el casco.

Existen diversos estilos en esta disciplina, muchos de los cuales han llegado hasta nuestros días. Entre los principales se pueden destacar Tenshin Shoden, Katori Shinto Ryu, Suio Ryu, Tendo Ryu, Toda Ha Buko Ryu y Kashima Shinto Ryu.
En la mayoría de estos, la naginata se practica en forma de katas, utilizando sustitutos de madera para las naginatas y las espadas.
En otros casos, se emplea el bogu y naginatas de bambú, especialmente adaptadas para complementar el entrenamiento de katas en los combates, evitando así el riesgo de lastimarse seriamente durante la práctica. 
En Sudamérica, el naginatajutsu se encuentra difundido en Brasil, Argentina, Chile, México y Uruguay, bajo la supervisión de la Asociación de Naginata do Brasil
.